# Morten Andersen
Pour les articles homonymes, voir Andersen.
Pro Football Hall of Fame 2017
(en) Statistiques sur pro-football-reference
Morten Andersen surnommé The Great Dane, né le 19 août 1960  à Copenhague (Danemark), est un joueur professionnel danois de football américain qui évoluait au poste de kicker au sein de la NFL.
Au niveau universitaire, il avait évolué en NCAA au sein de l'équipe de l'Université d'État du Michigan, les Spartans de Michigan State.
Il prend officiellement sa retraite le 8 décembre 2008 après n'avoir pas joué de toute la saison.
Lors du 6e gala d'après-saison de la NFL (6th Annual NFL Honors), il est repris pour intégrer le Pro Football Hall of Fame avec la classe 2017 . Il n'est que le deuxième joueur exclusivement kicker intronisé au Hall of Fame, et le premier depuis Jan Stenerud en 1991.

## Carrière
Andersen fut sélectionné en 86e position  (au 4e tour) de la draft 1982 de la NFL.
Il a fait ses débuts dans la NFL en 1986 avec Saints de La Nouvelle-Orléans. Après avoir pris sa retraite de joueur en 2004, il est rappelé par les Falcons d'Atlanta en 2006.
Il est le meilleur marqueur de deux franchises rivales : New Orleans (1318 en 13 saisons) et Atlanta (806 en 8 saisons).
Andersen a disputé 382 matchs de NFL, réussissant 565 Field goals sur 709 tentés (soit 79.7 % de réussite, et inscrivant un record de 2 544 points en carrière pro. Il possède plusieurs records individuels dans la NFL (voir article connexe).

## Statistiques
| Année  | Équipe  | MJ     |        | Field goals | Field goals | Field goals | Field goals |         | Extra Points | Extra Points | Extra Points |
| Année  | Équipe  | MJ     | Tentés | Réussis     | %           | Long        | Tentés      | Réussis | %            |              |              |
| 1982   | Saints  | 8      | 5      | 2           | 40          | 36          | 6           | 6       | 100          |              |              |
| 1983   | Saints  | 16     | 24     | 18          | 75          | 52          | 38          | 37      | 97,4         |              |              |
| 1984   | Saints  | 16     | 27     | 20          | 74,1        | 53          | 34          | 34      | 100          |              |              |
| 1985   | Saints  | 16     | 35     | 31          | 88,6        | 55          | 29          | 27      | 93,1         |              |              |
| 1986   | Saints  | 16     | 30     | 26          | 86,7        | 53          | 30          | 30      | 100          |              |              |
| 1987   | Saints  | 12     | 36     | 28          | 77,8        | 52          | 37          | 37      | 100          |              |              |
| 1988   | Saints  | 16     | 36     | 26          | 72,2        | 51          | 33          | 32      | 97           |              |              |
| 1989   | Saints  | 16     | 29     | 20          | 69          | 49          | 45          | 44      | 97,8         |              |              |
| 1990   | Saints  | 16     | 27     | 21          | 77,8        | 52          | 29          | 29      | 100          |              |              |
| 1991   | Saints  | 16     | 32     | 25          | 78,1        | 60          | 38          | 38      | 100          |              |              |
| 1992   | Saints  | 16     | 34     | 29          | 85,3        | 52          | 34          | 33      | 97,1         |              |              |
| 1993   | Saints  | 16     | 35     | 28          | 80          | 56          | 33          | 33      | 100          |              |              |
| 1994   | Saints  | 16     | 39     | 28          | 71,8        | 48          | 32          | 32      | 100          |              |              |
| 1995   | Falcons | 16     | 37     | 31          | 83,8        | 59          | 30          | 29      | 96,7         |              |              |
| 1996   | Falcons | 16     | 29     | 22          | 75,9        | 54          | 31          | 31      | 100          |              |              |
| 1997   | Falcons | 16     | 27     | 23          | 85,2        | 55          | 35          | 35      | 100          |              |              |
| 1998   | Falcons | 16     | 28     | 23          | 82,1        | 53          | 52          | 51      | 98,1         |              |              |
| 1999   | Falcons | 16     | 21     | 15          | 71,4        | 49          | 34          | 34      | 100          |              |              |
| 2000   | Falcons | 16     | 31     | 25          | 80,6        | 51          | 23          | 23      | 100          |              |              |
| 2001   | Giants  | 16     | 28     | 23          | 82,1        | 51          | 30          | 29      | 96,7         |              |              |
| 2002   | Chiefs  | 14     | 26     | 22          | 84,6        | 50          | 51          | 51      | 100          |              |              |
| 2003   | Chiefs  | 16     | 20     | 16          | 80          | 49          | 59          | 58      | 98,3         |              |              |
| 2004   | Vikings | 16     | 22     | 18          | 81,8        | 48          | 45          | 45      | 100          |              |              |
| 2006   | Falcons | 14     | 23     | 20          | 87          | 45          | 27          | 27      | 100          |              |              |
| 2007   | Falcons | 14     | 28     | 25          | 89,3        | 47          | 24          | 24      | 100          |              |              |
| Totaux | Totaux  | Totaux | 709    | 565         | 79,7        | 60          | 859         | 849     | 98,8         |              |              |

## Après carrière
Andersen est président de la Morten Andersen Global, une entreprise dont l’un des buts est d’aider les sociétés danoises à s’implanter aux États-Unis. Il a également fondé la Morten Andersen Family Foundation, œuvre caritative qui aide les militaires des forces spéciales et leurs familles (réinsertion sociale, etc).

## Palmarès
- Pro Bowl : 1986, 1987, 1988, 1989, 1991, 1993, 1996
- Finaliste du Super Bowl en 1998